# 冯力军
冯力军（1965年1月—2020年6月），女，汉族，陕西蒲城人，中华人民共和国政治人物，曾任陕西省人民政府副省长、党组成员，中共陕西省委组织部副部长，陕西省人力资源和社会保障厅厅长、党组书记，中华人民共和国司法部政治部主任、党组成员。据中共中央政法委机关报《法治日报》旗下的「法制网」2020年6月17日消息，其因病逝世，終年55歲，具体逝世日期不详。